# Alexander Gadolin
Alexander Wilhelm Gadolin, född 8 juli 1868 i Borgå socken, död 2 juni 1939 i Åbo, var en finländsk jurist. Han var son till mineralogen Axel Gadolin och far till nationalekonomen Axel Gadolin.
Gadolin blev juris doktor 1909 på avhandlingen Pantsättning af jord enligt medeltida svensk landrätt, och var därefter adjunkt i lagfarenhet vid universitetet i Helsingfors 1910-20, professor vid Åbo Akademi från 1920, samt ledamot av fasta mellanfolkliga skiljedomstolen i Haag från 1923. 
Förutom doktorsavhandlingen märks bland Gadolins skrifter Studier i hypoteksrätt (1909), Öfversikt af jordlegorättens historiska utveckling uti den sv.-finsk lagstiftningen (1912). I yngre år deltog Gadolin i det politiska livet, och var ledamot av finländska lantdagen 1894-1917.